# Mascarpone

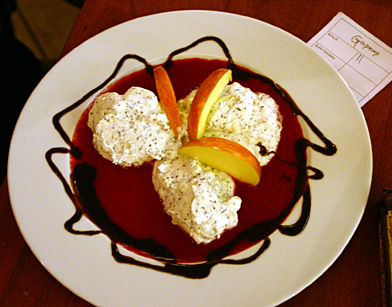
Dezert z mascarpone

Mascarpone je jemný, krémový čerstvý sýr vyráběný ze smetany působením kyseliny vinné bez odstraňování syrovátky. Pochází z Lombardie (slovo mascherpa označovalo v tamějším dialektu sýr ricotta), dnes se však vyrábí po celé Itálii. 
Mascarpone se používá nejčastěji jako přísada do nepečených sladkých dezertů, typicky zejména do tiramisu. Kromě toho je ale oblíbenou ingrediencí nejen pro mnohé další druhy dortů a dortových krémů, ale též pro rozmanité pomazánky a dipy. Setkat se s ním lze též v teplých pokrmech, jako jsou těstoviny, rizoto, palačinky či slané koláče. 

## Vlastnosti
Je bílé barvy, čerstvý voní jako smetana a často se smíchaný se sýrem ricotta používá namísto másla. Rychle se kazí, proto je zvykem vyrábět jej v zimě. Tento sýr lehce dostane příchuť jiného jídla, a proto je potřebné ho skladovat odděleně.

## Dostupnost, výroba
Mascarpone se dá běžně koupit v obchodě, jeho příprava však není složitá – ohřejeme 1 litr smetany na přibližně 90 °C, přidáme 5 ml kyseliny citronové nebo odpovídající množství citronové šťávy a směs pomalu promícháváme cca 10 minut, dokud se smetana nesrazí. Směs necháme odkapat v utěrce. Prodává se nezralý.